# Goo Goo Dolls (album)
Goo Goo Dolls è l'omonimo album di esordio del gruppo rock statunitense Goo Goo Dolls, pubblicato nel 1987.

## Il disco
Il disco, conosciuto anche come First Release, è caratterizzato da tracce dal ritmo molto veloce e di breve durata. Sono presenti due cover: Sunshine of Your Love dei Cream e (Don't Fear) The Reaper dei Blue Öyster Cult. In questo primo disco tutte le tracce sono cantate da Robby Takac che originariamente era l'unico cantante del gruppo.

## Tracce
1. Torn Apart – 2:06
2. Messed Up – 1:49
3. Livin' in a Hut – 2:41
4. I'm Addicted – 2:59
5. Sunshine of Your Love – 2:49
6. Hardsores – 1:32
7. Hammerin' Eggs (The Metal Song) – 2:28
8. (Don't Fear) The Reaper – 2:18
9. Beat Me – 2:26
10. Scream – 1:50
11. Slaughterhouse – 3:38
12. Different Light – 2:04
13. Come On – 2:15
14. Don't Beat My Ass (With a Baseball Bat) – 3:12

## Formazione
- Johnny Rzeznik - chitarra elettrica
- Robby Takac - voce e basso
- George Tutuska - batteria